# Erdbeben von Antiochia 526
Das Erdbeben von Antiochia im Jahr 526 gehört zu den schwersten dokumentierten Erdbeben und soll mindestens 250.000 Todesopfer gefordert haben.
Das Erdbeben wird von verschiedenen Historikern überliefert. Es fand am 20. Mai 526 statt, wobei es Nachbeben bis zum 29. Mai gab. Johannes Malalas liefert den ausführlichsten Bericht, nach dem so gut wie alle Gebäude von Antiochia am Orontes zerstört wurden. Nur einige Bauten auf Bergen, die die Stadt umgaben, sollen der Katastrophe entgangen sein. Nach dem Erdbeben gab es ein Feuer, das die verbliebenen Häuser und vor allem die von Konstantin I. erbaute Hauptkirche der Stadt, die „Große Kirche“ mit ihrer goldenen Kuppel, vernichtete. Johannes Malalas berichtet von 250.000 Toten, Prokopios von Caesarea sogar von 300.000. Auch Seleukeia Pieria, der Hafen der Stadt, soll zerstört worden sein. Gleichwohl war die Stadt weiterhin bewohnt. Chosrau I. eroberte sie im Jahr 538 und verschleppte die Bewohner nach Weh Antiok Chosrau, Justinian I. baute sie unter dem Namen Theupolis wieder auf, reduzierte aber den Umfang erheblich.